# Gnetum giganteum
Gnetum giganteum är en kärlväxtart som beskrevs av H.Shao. Gnetum giganteum ingår i släktet Gnetum och familjen Gnetaceae. Inga underarter finns listade i Catalogue of Life.